# Медеми

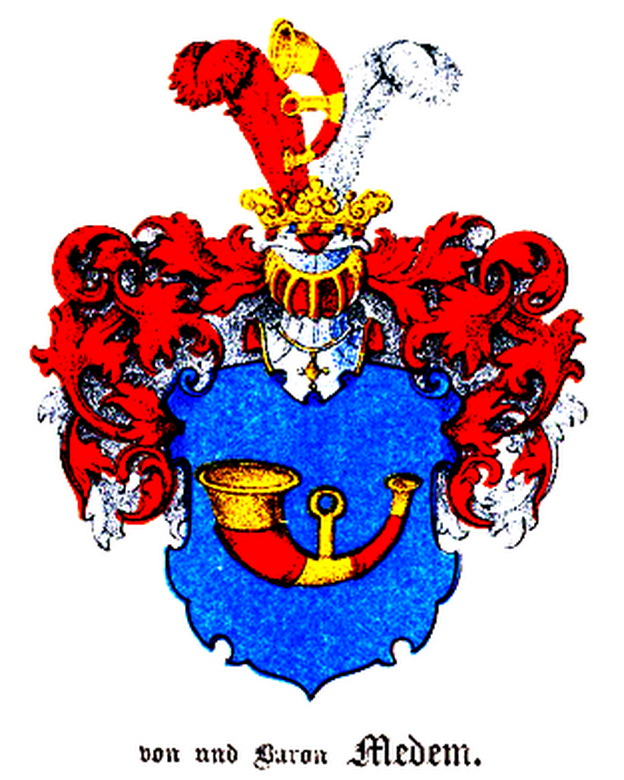
Баронський герб (Балтійський гербовник).

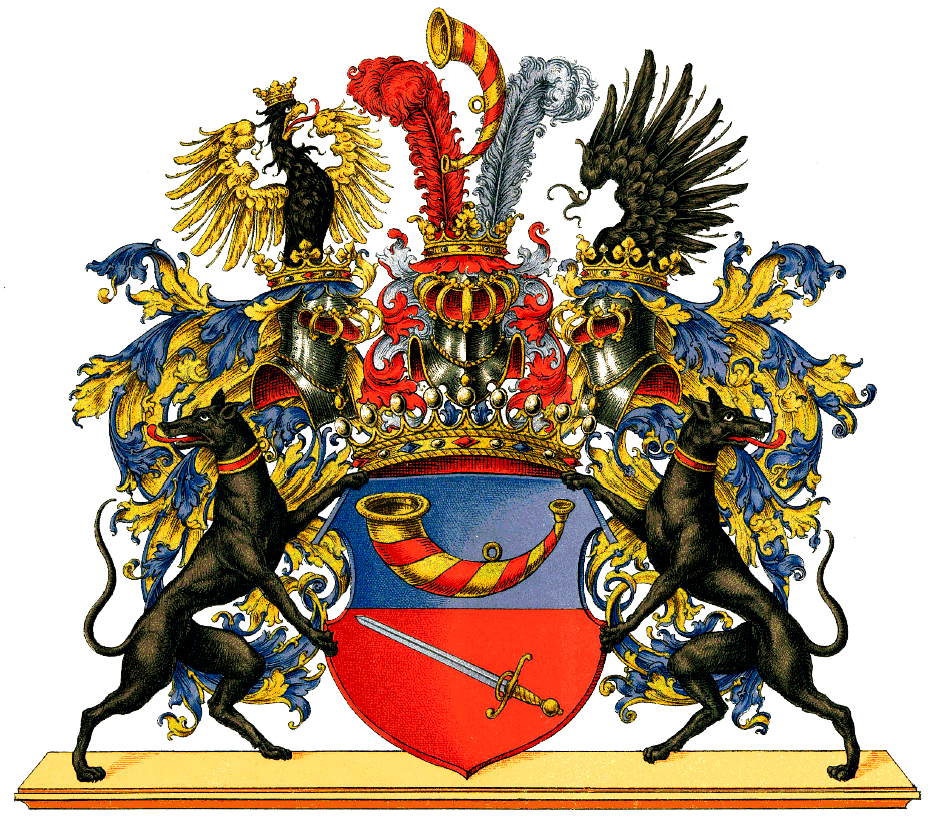
Графський герб.

Ме́деми (нім. Medem), або фон Ме́деми (нім. von Medem, «Медемські») — німецький шляхетний рід. Походить із Нижньої Саксонії. У XV ст. представники курляндської гілки стали васалами Тевтонського ордену в Лівонії. Занесені до матрикулів курляндського (1620) і ліфляндського лицарства (1830, 1844). 1779 року отримали титул графів Священної римської імперії, 1830 року — графський титул Російської імперії. 1862 року фрайгерська гілка роду отримала підтвердження титуту баронів від Російського сенату.

## Герб
- Баронський, або фрайгерський: у лазуровому полі червоний мисливський ріг із золотою облямівкою і пасом. Намет червоний, підбитий сріблом. У клейноді червоне і срібне страусові пера, між якими такий самий мисливський ріг.
- Графський: щит перетятий на лазур і червінь; у лазурному полі золотий мисливський ріг, обмотаний червоною стрічкою; у червоному полі срібний меч із золотим руків'ям, покладений наскіс. Щит увінчує графська корона, над якою три шоломи: центральний має червоний намет, підбитий сріблом, а бокові — сині намети, підбиті золотом. У центральному клейноді червоне і срібне страусові пера, між якими такий самий мисливський ріг; у правому клейноді — чорний орел по пояс із золотими крилами, дзьобом і короною; у лівому клейноді — чорне крило. Щитотримачі — чорні собаки, з оберненими головами, червоними нашийниками із золотою облямівкою.

## Представники
- Крістоф-Йоганн-Фрідріх фон Медем (1763 — 1838) — курляндський і російський державний діяч.